# Inéz Nazareth
Inéz Nazareth es una deportista brasileña que compitió en judo. Ganó una medalla de plata en los Juegos Panamericanos de 1983 y una medalla de plata en el Campeonato Panamericano de Judo de 1984.

## Palmarés internacional
| Juegos Panamericanos    | Juegos Panamericanos      | Juegos Panamericanos | Juegos Panamericanos |
| Año                     | Lugar                     | Medalla              | Categoría            |
| ----------------------- | ------------------------- | -------------------- | -------------------- |
| 1983                    | Caracas (Venezuela)       | Medalla de plata     | –48 kg               |
| Campeonato Panamericano |                           |                      |                      |
| Año                     | Lugar                     | Medalla              | Categoría            |
| 1984                    | Ciudad de México (México) | Medalla de plata     | –48 kg               |